# Atles Lingüístic del Domini Català
L'Atles lingüístic del domini català (ALDC) és una obra iniciada per un equip d'investigadors dirigits per Joan Veny, que esdevé posteriorment un projecte de l'Institut d'Estudis Catalans. Parteix d'una reformulació d'un antic projecte de Francesc de Borja Moll i de Manuel Sanchis Guarner de confeccionar la part corresponent a la llengua catalana de l'Atlas lingüístico de la Península Ibérica (ALPI), ideat per Ramón Menéndez Pidal i dirigit per Tomás Navarro Tomás, que no va reeixir. S'inscriu dins la geolingüística, mètode d'investigació dialectal que, basat en les contestacions a un qüestionari prèviament establert, pretén donar compte de la distribució de sons, formes, funcions i mots d'un o més dominis lingüístics. Les llengües dels pobles preromans, la dialectalització arribada des de la península Itàlica, la pressió del superstrat, el veïnatge d'altres llengües, les segregacions per causes polítiques, les relacions econòmiques, els trasllats humans, les variables socials, la convivència de llengües, la mateixa evolució interna, etc. són factors que, al llarg dels segles, han configurat les característiques de la nostra llengua històrica que, una i vària alhora, reflecteix, com en un mirall, l'esperit, la història, la manera de viure i pensar de tota la comunitat catalana. Els atles lingüístics constitueixen l'eina per excel·lència que permet estudiar, sobre bases científiques, la diferenciació d'una llengua des d'un angle geogràfic.
Els orígens d'aquest projecte es remunten al 1952, any en què, conscients de les limitacions de les obres geolingüístiques publicades o programades fins aleshores, Antoni M. Badia i Margarit i Germà Colón van anunciar la realització d'un Atles Lingüístic del Domini Català, les enquestes del qual començaren el 1964 i es conclogueren el 1975. Els principals enquestadors foren Joan Martí i Castell, Lídia Pons, Joaquim Rafel i Fontanals i Joan Veny, que n'esdevingué director. Dificultats professionals i de finançament van paralitzar aquesta magna empresa cartogràfica, fins que el 1989, arran de la reestructuració de l'Institut d'Estudis Catalans (IEC), l'ALDC fou acollit com un programa de recerca dins la seva Secció Filològica. Joan Veny i Lídia Pons es posaren al capdavant del projecte, s'elaboraren els programes informàtics corresponents i es treballà en la introducció i el processament de les dades.
Des que el projecte fou acollit per l'IEC, el seu desenvolupament ha estat plantejat en dues fases: la primera, de formació d'una base de dades informatitzada i la segona, d'explotació de la base de dades.

## Objectius[calcitació]
Els objectius de la primera fase (1989-1998) foren: 
1. La formació d'una base de dades informatitzada amb els materials dialectals recollits in situ mitjançant un qüestionari de 2.452 preguntes aplicat a 190 poblacions de tot el domini de llengua catalana. Les respostes a aquest qüestionari, presentades en forma fonètica i en grafia convencional, permetran l'estudi de la variació lèxica, fonètica, morfològica i sintàctica del català en qualitat de llengua històrica. La base de dades consta de 475.425 registres.
2. La preparació d'un recull d'etnotextos. Es tracta de textos de parla lliure dels mateixos informants de l'atles, enregistrats magnèticament i transcrits en versió fonètica i en versió normalitzada que reprodueixen la parla espontània de les generacions més grans en les diferents modalitats de la llengua; generalment reflecteixen aspectes de la vida rural desusats o poc coneguts en la societat moderna. El 1998 es va editar el volum Atles Lingüístic del Domini Català. Etnotextos del català oriental, que consta de 152 textos, un glossari i una casset.

Els resultats i objectius de la segona fase (des de 1999) són: 
1. La preparació, a través de programes semiautomàtics, de les dades emmagatzemades de l'Atles Lingüístic del Domini Català (ALDC) i la publicació d'aquestes dades en format cartogràfic. Fins ara s'han publicat set volums i n'està prevista la publicació de dos més.
2. La preparació del Petit atles lingüístic del domini català (PALDC). Es tracta d'una col·lecció de mapes de síntesi, de caràcter divulgatiu, en format DIN A4, basada en una selecció de temes i enunciats de l'ALDC i en una presentació cartogràfica en colors, acompanyada de breus comentaris lingüístics bastits sobre una base de rigor científic, de consulta còmoda, destinat, especialment a universitaris, alumnes de batxillerat i diletants de la llengua. A cada volum de l'atles gran correspondrà un volum del Petit Atles fins a arribar a nou volums. Fins ara s'han editat els volums I (Barcelona, 2007; reimpressió, 2008), II (Barcelona, 2009), III (Barcelona, 2011), IV (Barcelona, 2013) i V (Barcelona, 2015).[2]
3. La preparació d'un recull d'etnotextos de català nord-occidental i de valencià, presentats en transcripció fonètica i en grafia convencional. Actualment, s'està preparant l'edició del volum corresponent al català nord-occidental.

## Contingut
Característiques específiques dels volums publicats de l'Atles Lingüístic del Domini Català:
- El volum I de l'ALDC (Barcelona, 2001; reedició 2004): 
  - 1. El cos humà. Malalties. Està estructurat en cinc capítols que comprenen: 
    - una introducció, on s'expliquen les característiques generals de l'obra i el procés d'elaboració, a més de la relació d'enquestadors i de localitats enquestades;
    - la fitxa tècnica de les localitats;
    - la presentació dels materials que constitueixen aquest volum, referit al cos humà i a les malalties, ordenats en 9 mapes introductoris i 179 mapes lingüístics;
    - 19 llistes de materials no cartografiats;
    - índexs numèrics i alfabètics en català, castellà, francès i italià dels enunciats dels mapes i de les llistes de materials no cartografiats.

- El volum II de l'ALDC (Barcelona, 2003): 
  - 2. El vestit.
  - 3. La casa i ocupacions domèstiques.

Presenta una organització general semblant al primer, però incorpora una part amb material fotogràfic. Consta de 269 mapes, de 14 llistes de materials no cartografiats i de 583 fotografies i dibuixos referents al vestit, la casa i les ocupacions domèstiques, a més dels índexs numèrics i alfabètics dels enunciats dels mapes i de les llistes (en català, castellà, francès i italià) i dels índexs dels conceptes il·lustrats.
- El volum III de l'ALDC (Barcelona, 2006): 
  - 4. La família: cicle de la vida.
  - 5. Món espiritual: l'Església. Festes religioses. Creences.
  - 6. Jocs.
  - 7. Temps cronològic. Meteorologia.
  - 8. Topografia.

Comprèn 291 mapes i 50 llistes de materials no cartografiats, referits a la família i el cicle de la vida, les festes religioses i les creences, els jocs infantils, el temps, la meteorologia i la topografia. Consta també de 269 fotografies i dibuixos, dels índexs dels enunciats de mapes i llistes (en català, castellà, francès i italià) i dels conceptes il·lustrats.
- El volum IV de l'ALDC (Barcelona, 2008): 
  - 9. El camp i els cultius.

Comprèn el lèxic patrimonial relatiu al camp i als cultius. Consta de 200 mapes, de 9 llistes de materials no cartografiats i de 921 fotografies i dibuixos referents al món rural, a més dels índexs dels enunciats (en català, castellà, francès i italià) i dels conceptes il·lustrats.
- El volum V de l'ALDC (Barcelona, 2010): 
  - 10. Indústries relacionades amb l'agricultura.
  - 11. Els vegetals.

Comprèn el lèxic patrimonial relatiu a les indústries relacionades amb l'agricultura i als vegetals. Consta de 315 mapes, de 30 llistes de materials no cartografiats i de 176 fotografies i dibuixos referents al món rural, a més dels índexs dels enunciats (en català, castellà, francès i italià) i dels conceptes il·lustrats.
- El volum VI de l'ALDC (Barcelona, 2012): 
  - 12. Vida pastoral.
  - 13. Els animals domèstics.

Comprèn el lèxic patrimonial relatiu a la vida pastoral i els animals domèstics. Consta de 274 mapes, de 29 llistes de materials no cartografiats i de XX fotografies i dibuixos referents al món rural, a més dels índexs dels enunciats (en català, castellà, francès i italià) i dels conceptes il·lustrats.
- El volum VII de l'ALDC (Barcelona, 2014): 
  - 14. Insectes i altres invertebrats. Ocells. Animals salvatges.
  - 15. Oficis.

Comprèn el lèxic patrimonial relatiu als insectes, ocells i animals salvatges i el relatiu als oficis. Consta de 159 mapes, de 34 llistes de materials no cartografiats i de XX fotografies i dibuixos referents al món rural, a més dels índexs dels enunciats (en català, castellà, francès i italià) i dels conceptes il·lustrats.

## Fitxa tècnica
- Directors: Joan Veny i Clar, Lídia Pons i Griera
- Principals enquestadors: Joan Martí i Castell, Lídia Pons i Griera, Joaquim Rafel i Fontanals, Joan Veny
- Coordinadora: Núria Jolis i Masjuan
- Col·laboradors dels diferents volums: Montserrat Roma i Uguet, Xavier Gomila i Pons, Mar Massanell i Messalles, Núria Jolis i Masjuan,
- Pedro Monzo Polo (cartògraf)
- Promotors del projecte: Antoni M. Badia i Margarit, Germà Colón
- Assessor informàtic: Joaquim Rafel i Fontanals
- Analista informàtic: Cristina Busto
- Assessor cartogràfic: Josep M. Rabella i Vives
- Assessors de traducció: José Antonio Pascual i Pilar García Mouton (castellà), Francesco Ardolino (italià), M. Teresa Garcia Castanyer, Jean-Paul Escudero i Christian Camps (francès)